# Rocket Lake
Rocket Lake és el nom en clau d'Intel per als seus microprocessadors Core d'11a generació. Llançat el 30 de març de 2021, es basa en la nova microarquitectura Cypress Cove, una variant de Sunny Cove (utilitzada pels processadors mòbils d'Intel Ice Lake) retroportada al procés de node de 14 nm d'Intel. Els nuclis de Rocket Lake contenen significativament més transistors que els nuclis de Comet Lake derivats de Skylake.

Rocket Lake des d'un i5-11400

Rocket Lake inclou el mateix sòcol LGA 1200 i compatibilitat amb el chipset de la sèrie 400 que el Comet Lake, excepte els chipsets H410 i B460. També s'acompanya de nous chipsets de la sèrie 500. Rocket Lake té fins a vuit nuclis, per sota dels 10 del Comet Lake. Compta amb gràfics Intel Xe i suport PCIe 4.0. Només s'admet una única unitat M.2 en mode PCIe 4.0, mentre que la resta es connecta mitjançant PCIe 3.0.
Intel va llançar oficialment la família d'escriptoris Rocket Lake el 16 de març de 2021, i les vendes començaren el 30 de març La 11a generació Core i3, així com les CPU Pentium Gold i Celeron basades en Rocket Lake no es van incloure juntament amb els models de gamma alta; en canvi, Intel va llançar models actualitzats per a les CPU Comet Lake Core i3 i Pentium Gold. Aquests processadors tenen les mateixes característiques que les seves peces originals, encara que amb un 100 MHz més freqüència i l'últim dígit dels seus números de model canvia de zero a cinc. Intel també va llançar processadors Tiger Lake com a part de la línia d'11a generació al mercat de tauletes i NUC d'escriptori. Aquests processadors tenen el nou sufix B als noms dels models.

## Característiques

### CPU
- Nuclis de CPU Intel Cypress Cove
- Fins a un 19% va reclamar un augment de l'IPC (instruccions per rellotge)
- DL Boost (aritmètica de baixa precisió per a l'aprenentatge profund) i instruccions AVX-512
- En comparació amb els seus predecessors, s'eliminen les extensions del conjunt d'instruccions SGX

### GPU
- GPU Intel Xe-LP ("Gen12") amb fins a 32 unitats d'execució
- Maquinari de funció fixa per descodificar HEVC de 12 bits, 4:2:2/4:4:4; VP9 12 bits 4:4:4 i AV1 8K 10 bits 4:2:0
- DisplayPort 1.4a amb compressió de flux de pantalla; HDMI 2.0b
- Compatibilitat amb una única pantalla HDR de 8K de 12 bits o dues pantalles HDR de 4K de 10 bits
- Dolby Vision accelerat per maquinari
- Suport de comentaris del sampler
- Suport de la cua dual
- Ombreig de velocitat variable
- Escalat d'imatges sencers i veïnes més properes
- Les GPU de les CPU d'escriptori admeten 5K 60 Hz

### E/S
- Fins a 20 carrils de CPU de PCI Express 4.0
- Suport de memòria DDR4 -3200
- USB 3.2 Gen 2×2
- USB4 / Thunderbolt 4 opcional quan es combina amb el controlador Intel JHL8540 Thunderbolt 4
- Enllaç DMI 3.0 x8 amb chipsets Intel de la sèrie 500